# Eupithecia cinerea
Eupithecia cinerea är en fjärilsart som beskrevs av V.Schultz 1932. Eupithecia cinerea ingår i släktet Eupithecia och familjen mätare. Inga underarter finns listade i Catalogue of Life.